# 26707 Navrazhnykh
26707 Navrazhnykh è un asteroide della fascia principale. Scoperto nel 2001, presenta un'orbita caratterizzata da un semiasse maggiore pari a 2,3675690 UA e da un'eccentricità di 0,1434393, inclinata di 3,78455° rispetto all'eclittica.